# Benevolo dittatore a vita
Benevolo Dittatore a Vita, (Benevolent Dictator For Life o BDFL in inglese)  è un titolo dato a un piccolo numero di leader di sviluppo software open source, tipicamente fondatori del progetto che mantengono l'ultima parola nelle dispute o negli argomenti all'interno della comunità.
Il termine è stato coniato nel 1995 con riferimento a Guido van Rossum, creatore del linguaggio di programmazione Python.
Il Benevolo Dittatore a Vita non deve essere confuso per il termine più comune per i leader open-source, dittatore benevolo, che fu reso popolare da Eric Raymond nel saggio "Colonizzare la noosfera".
Tra gli altri temi legati alla cultura hacker, Eric Raymond approfondisce il modo in cui la natura stessa dell'open source costringa la "dittatura" a mantenersi benevola, dato che un forte disaccordo può portare al forking del progetto sotto il dominio di nuovi leader.

## Esempi
Quello che segue è un elenco di persone che, a volte, sono indicate come Benevoli dittatori per la vita:
- Guido van Rossum, creatore del linguaggio Python[4]
- Linus Torvalds, creatore di Linux[5]
- Larry Wall, creatore del linguaggio Perl
- Martin Dougiamas, creatore di Moodle
- Patrick Volkerding, creatore di Slackware[6]
- Fabio Erculiani, creatore di Sabayon Linux[7]
- Mark Shuttleworth si definisce il "sedicente benevolo dittatore per la Vita", o SABDFL, e la comunità Ubuntu spesso usa questo nome per riferirsi a lui [8][9]
- Adrian Holovaty e Jacob Kaplan-Moss, per Django[10][11]
- Dries Buytaert, fondatore e leader del progetto Drupal[12][13]
- Ryan Dahl, creatore di Node.js[14]
- Steve Coast, il fondatore di OpenStreetMap[15]
- Rasmus Lerdorf, creatore del PHP[16]
- Theo de Raadt, creatore di OpenBSD[17]
- Rich Hickey, creatore di Clojure[18]
- Ton Roosendaal, creatore di Blender[19]